# Sat

Căruță cu fân pe o stradă din satul Rășinari

Un sat este o așezare umană specifică mediului rural. De obicei, acest tip de așezare este mai mare decât un cătun și mai mică decât un oraș. 

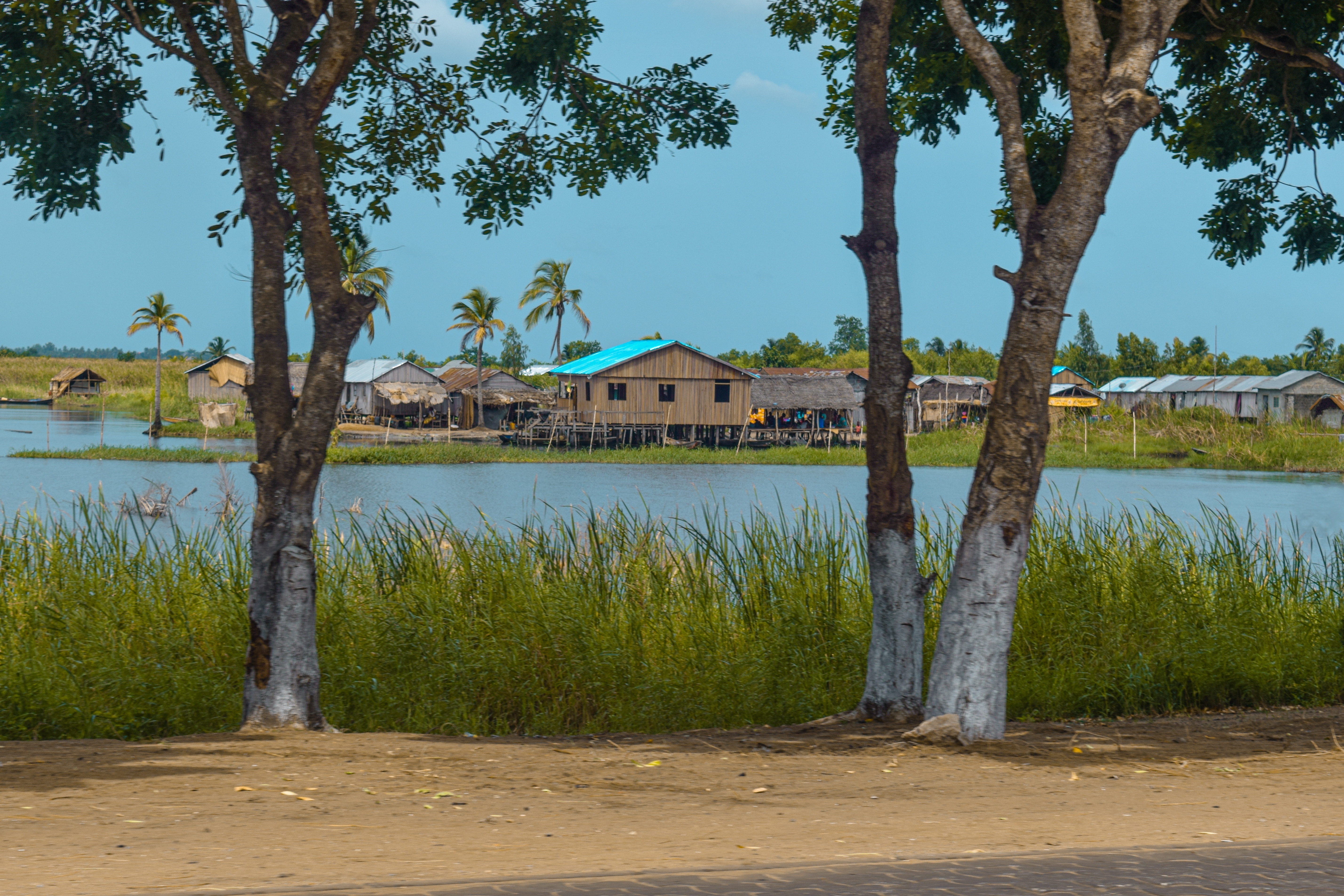
Un oraș îndepărtat din Benin

După o altă definiție, satul este o așezare umană mai puțin dezvoltată din punct de vedere edilitar gospodăresc a cărei populație se ocupă îndeosebi cu agricultura, constituind o categorie social - teritorială complexă; este alcătuită dintr-o aglomerare de case și construcții gospodărești anexe într-un teritoriu cu specific rural. 
Satele erau cea mai răspândită formă de comunitate până la începutul Revoluției industriale, care a dat startul procesului de urbanizare.
Deși există multe tipuri de organizare a satelor, în general un sat tipic este mic, consistând din 5 până la 30 de familii. În vechime, casele erau situate unele lângă altele pentru apărare (cuvântul "sat" provine de la latinescul fossatum care însemna fortificație), iar zona dimprejur era cultivată.
La sat principalele activități economice sunt agricultura și meșteșugăritul.

## Componentele satului
- Vatra - Suprafață pe care se construiește.
- Moșia - Suprafață pe care populația își desfășoară activitatea.

## Tipuri de sate
Din punct de vedere etno - geografic, tipologia spațială a satelor elaborată de prof. Vintilă M. Mihăilescu încă din anul 1927, cuprinde următoarele forme de sate: risipite (specifice spațiului montan), răsfirate (specifice zonelor de contact munte-subcarpați) și adunate sau concentrate (caracteristice zonele de câmpie, podiș și depresiunilor).

### Satele risipite
Sunt specifice regiunilor montane (Alpi, Carpați, Balcani etc.). Aceste sate sunt formate din gospodării izolate, fiecare având în jur propriul teren de folosință. Locuitorii acestor sate sunt preocupați de creșterea animalelor precum și de agricultură sau de pomicultură. În Munții Apuseni se numesc crânguri  iar în Munții Banatului sălașe sau odăi.

### Satele răsfirate
Sunt prezente în special în regiunile de deal și de podiș, au gospodăriile situate la distanțe mai mici unele de altele. O parte din terenul agricol (livezi, vii, grădini de legume) este cuprinsă în vatra satului, dar cea mai mare parte rămâne în exteriorul vatrei.

### Satele adunate
Sunt întâlnite mai ales la câmpie și în depresiuni, au vatra bine conturată, gospodăriile sunt lipite unele de altele, terenurile agricole detașându-se net în exteriorul vetrei (de ex. satele din Mărginimea Sibiului). 
Satul adunat prezintă mai multe variante:
- sat cu piață centrală (tipic pentru Germania, Marea Britanie),
- satul circular (kraal) al crescătorilor de animale din Africa de Sud,
- satul linear sau satul-stradă (care se întinde de-a lungul unei singure șosele principale).
- satul stup prin orașele Mediterane

## Perioada comunistă
Cu puțin timp înainte de Revoluție, președintele Nicolae Ceaușescu a elaborat un plan prin care comunele cu doar 5.000 de locuitori să fie demolate. Ulterior, oamenii din acele așezări erau mutați în „centre civice”, plasate cât mai aproape de marile zone urbane și care erau numite orașe agroindustriale.